# Microgaster longiterebra
Microgaster longiterebra är en stekelart som beskrevs av Xu och He 2000. Microgaster longiterebra ingår i släktet Microgaster och familjen bracksteklar. Inga underarter finns listade i Catalogue of Life.